# Prowincja Katania
Prowincja Katania (wł. Provincia di Catania) – prowincja we Włoszech.
Nadrzędną jednostką podziału administracyjnego jest region (tu: Sycylia), a podrzędną jest gmina.
Działała do 4 sierpnia 2015 i została zastąpiona przez miasto metropolitalne Katania.

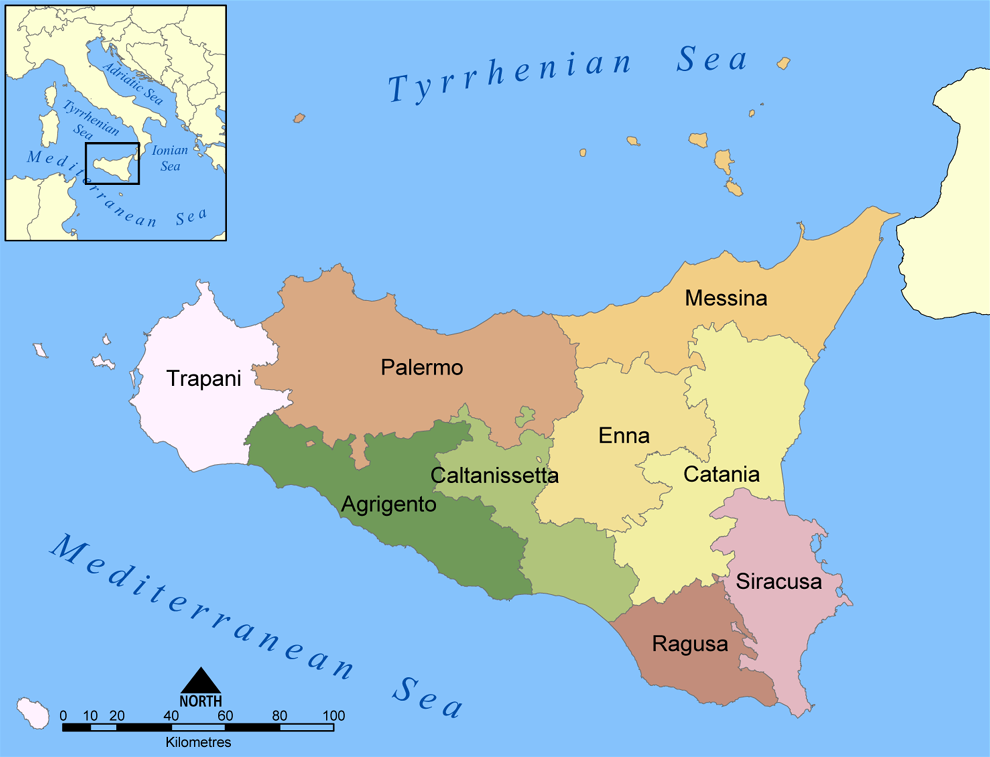
Prowincje Sycylii

Liczba gmin w prowincji: 58.